# هانس هلباین پدر
هانس هلباین پدر (آلمانی: Hans Holbein the Elder; c. 1460 – 1524) نقاش دوره رنسانس اهل آلمان بود. آثار مذهبی سرشار از رنگش در سبک گوتیک بین‌المللی متأخر قرار می‌گیرد.

## نگارخانه

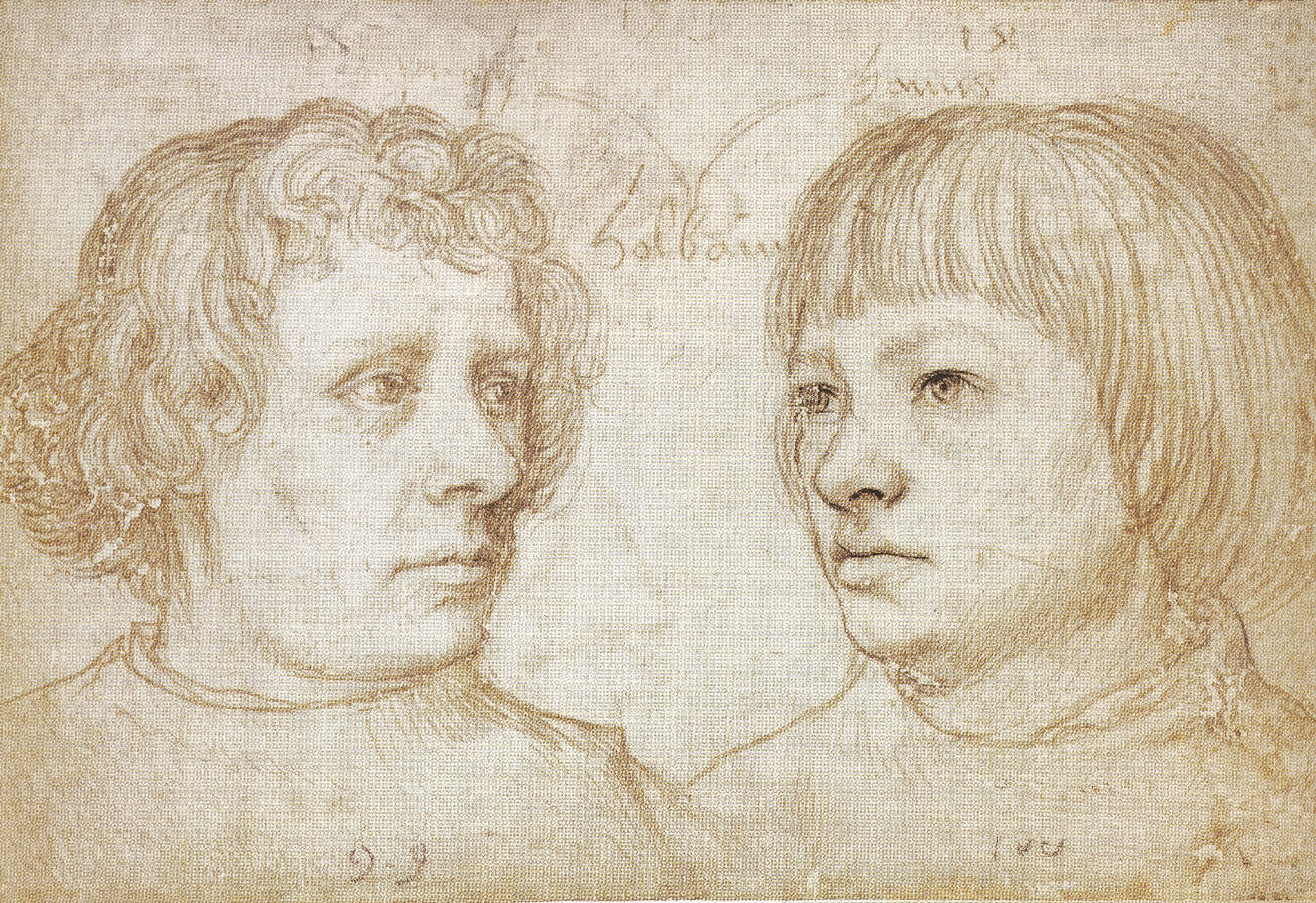
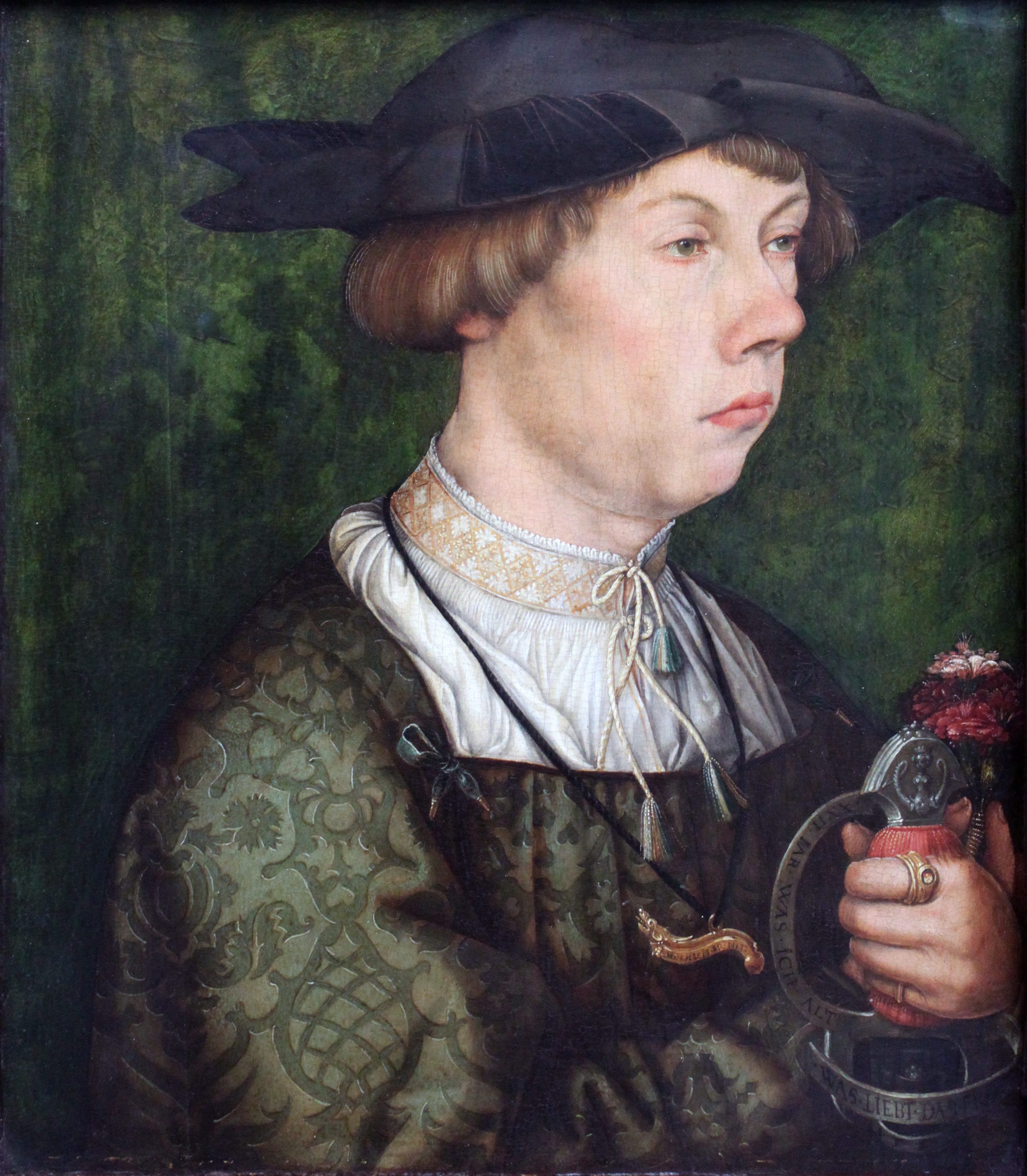
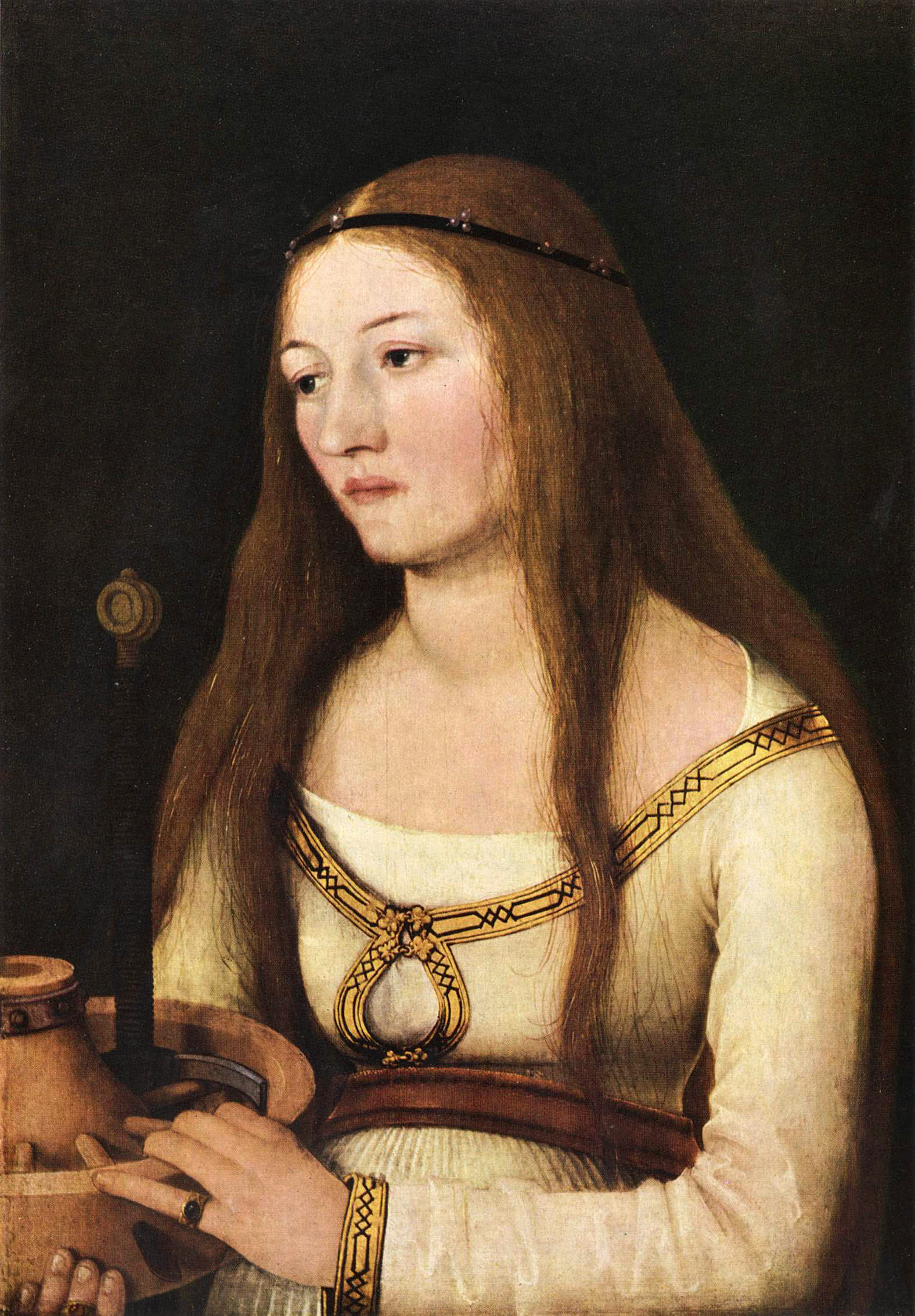
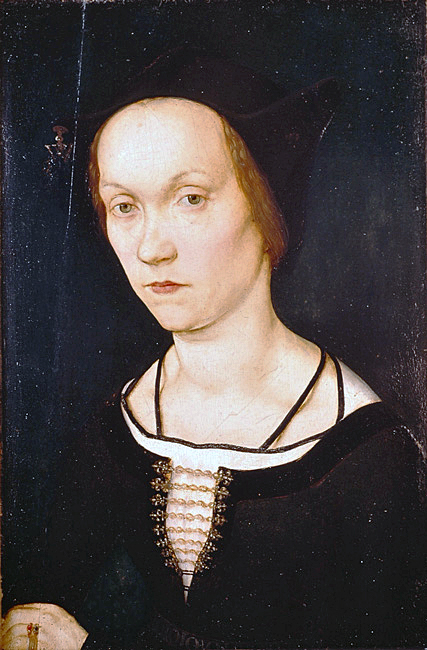
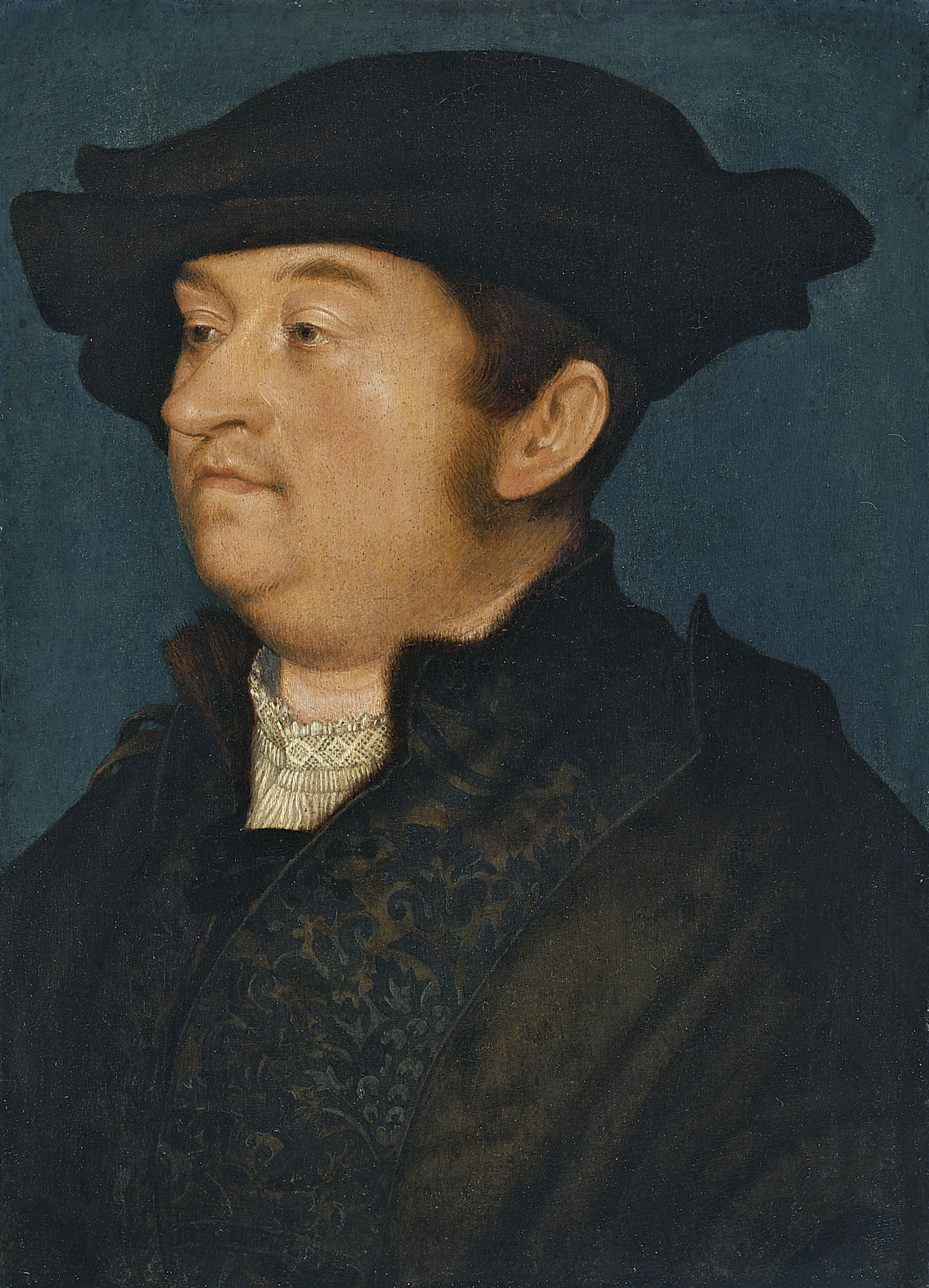
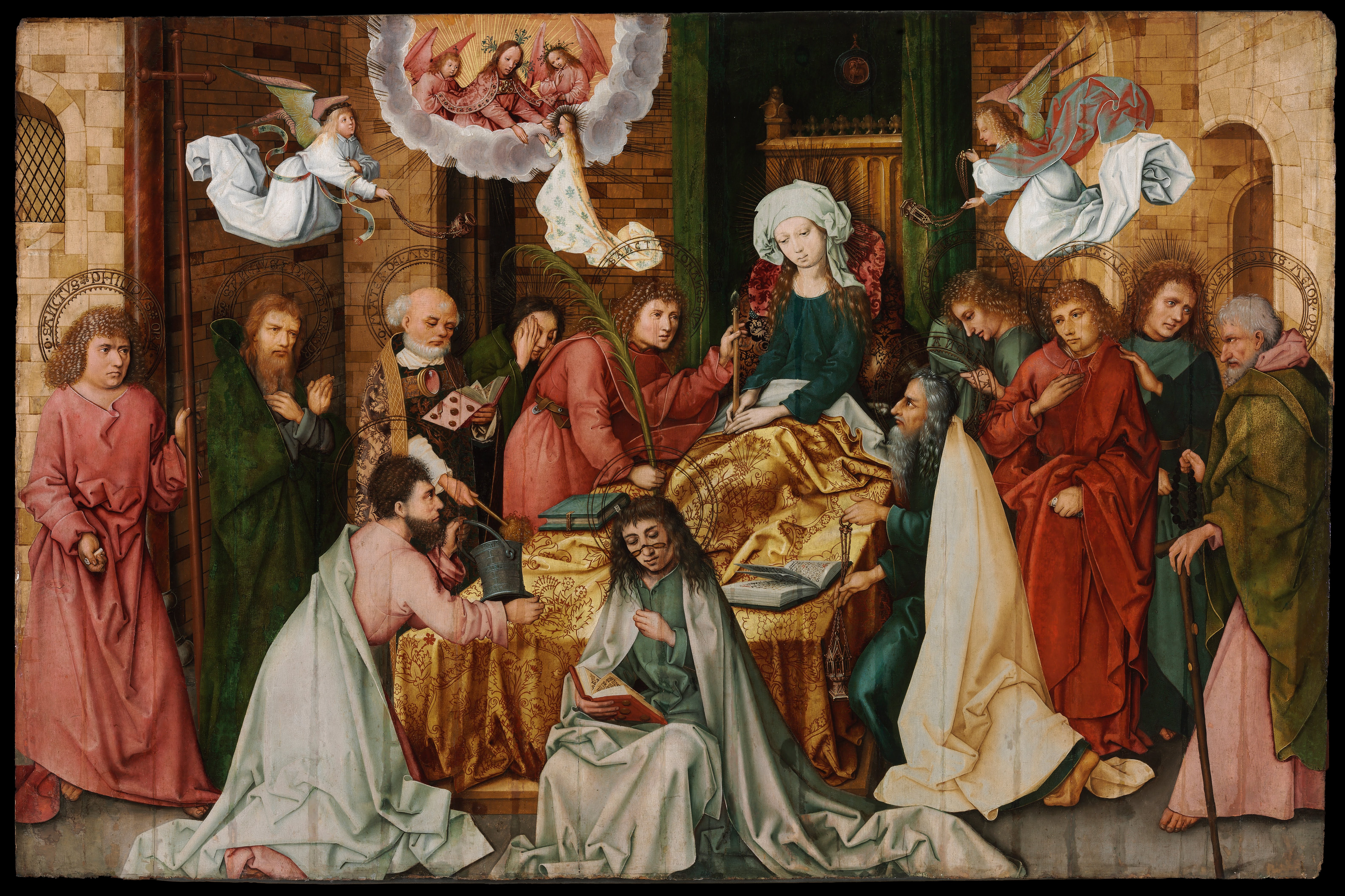
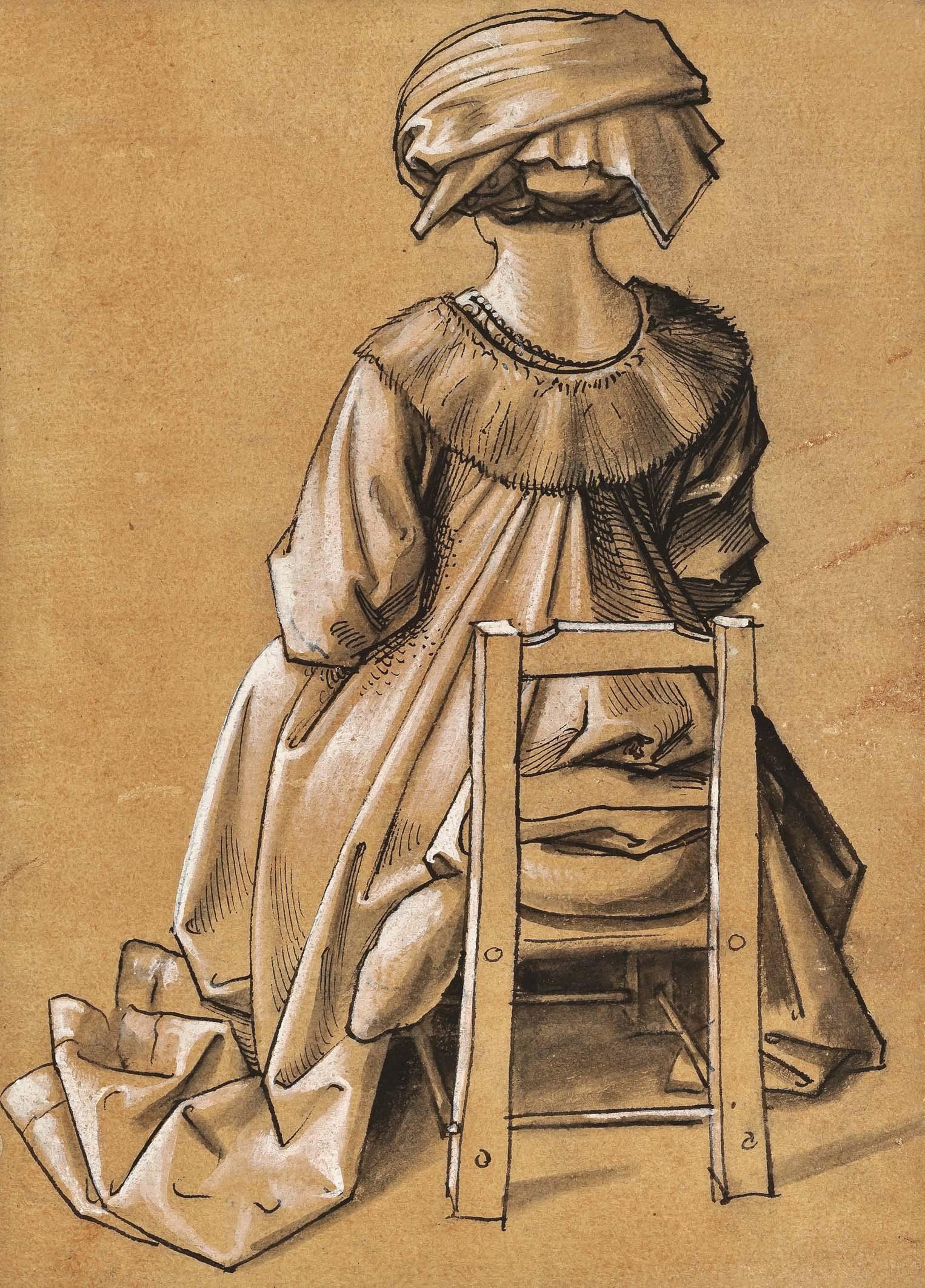
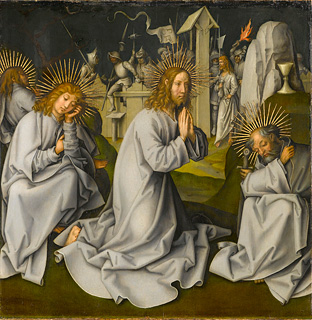
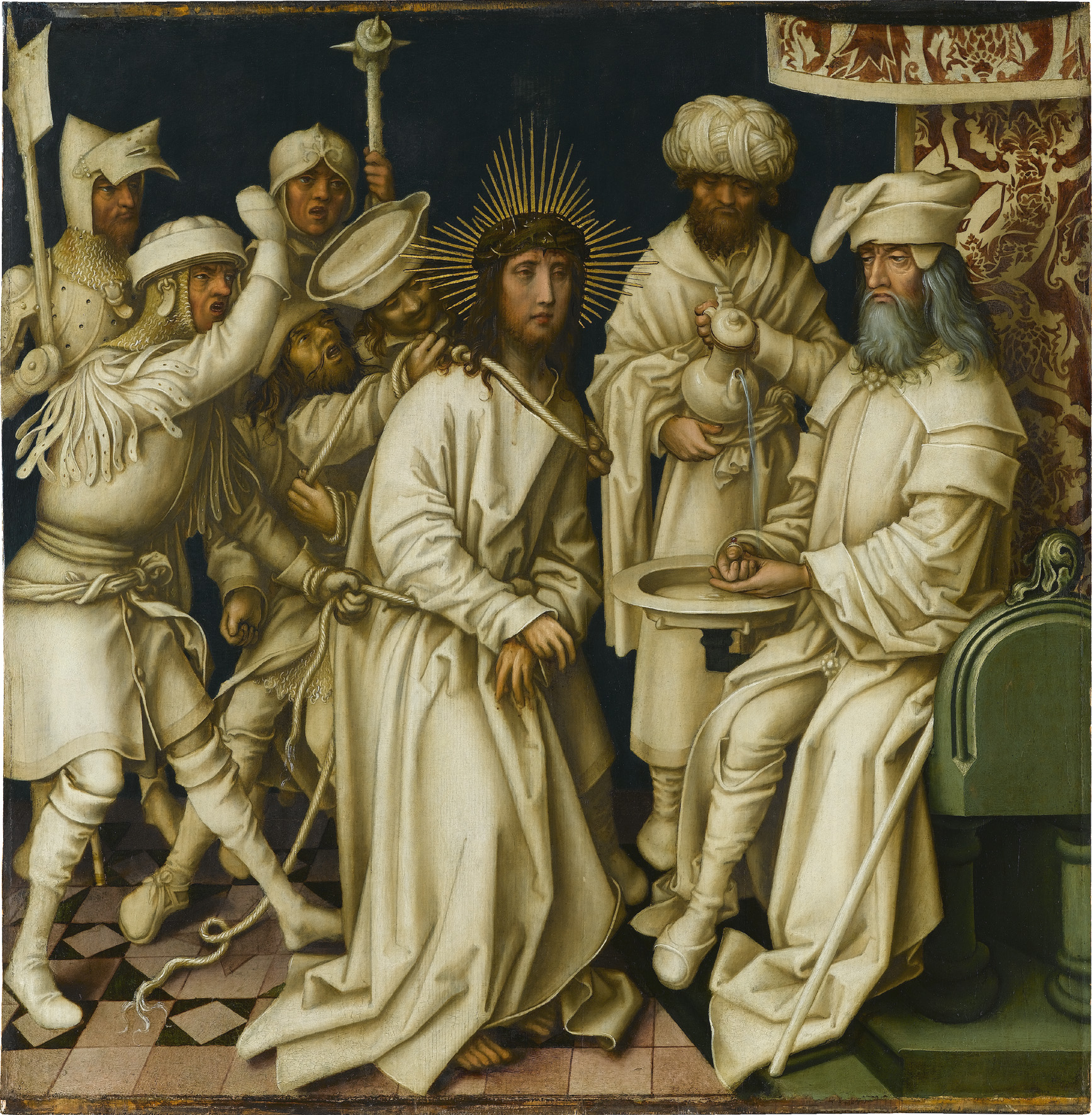